# NGC 1649
NGC 1649 (другие обозначения — NGC 1652, ESO 55-SC32) — рассеянное звёздное скопление в созвездии Золотой Рыбы. Входит в Большое Магелланово Облако.
Этот объект занесён в Новый общий каталог дважды, с обозначениями NGC 1649, NGC 1652. Он входит в число перечисленных в оригинальной редакции «Нового общего каталога».